# Black Panther (película)
Black Panther (titulada Pantera Negra en Hispanoamérica) es una película de superhéroes estadounidense de 2018 basada en el personaje de Marvel Comics, Pantera Negra. Producida por Marvel Studios y distribuida por Walt Disney Studios Motion Pictures, es la decimoctava película del Universo cinematográfico de Marvel (UCM). La película es dirigida por Ryan Coogler, que escribió el guion con Joe Robert Cole, y fue protagonizada por Chadwick Boseman como T'Challa / Black Panther, junto con Michael B. Jordan, Lupita Nyong'o, Danai Gurira, Martin Freeman, Daniel Kaluuya, Letitia Wright, Winston Duke, Angela Bassett, Forest Whitaker y Andy Serkis. En Black Panther, T'Challa es coronado rey de Wakanda tras la muerte de su padre, pero su soberanía es cuestionada por un adversario que planea abandonar las políticas aislacionistas del país e iniciar una revolución mundial.
Wesley Snipes expresó interés en trabajar en una película de Pantera Negra en 1992, pero el proyecto no llegó a buen término. En septiembre de 2005, Marvel Studios anunció una película del personaje como una entre diez basadas en personajes de Marvel y distribuidas por Paramount Pictures. Mark Bailey fue contratado para escribir un guion en enero de 2011. Black Panther fue anunciada en octubre de 2014, y Boseman hizo su primera aparición como el superhéroe en Capitán América: Civil War (2016). Para 2016, Cole y Coogler se habían unido al proyecto; el reparto adicional se unió en mayo, volviendo a Black Panther la primera película de Marvel con un reparto mayormente negro. El rodaje se llevó a cabo entre enero y abril de 2017, en los Pinewood Atlanta Studios y Busan, Corea del Sur.
Black Panther tuvo su premier en el Dolby Theatre en Los Ángeles el 29 de enero de 2018, y se estrenó en cines en los Estados Unidos el 16 de febrero, en 2D, 3D, IMAX y otros formatos prémium. La película recibió elogios de los críticos por su dirección, diseño de vestuario y banda sonora, aunque los efectos generados por computadora recibieron algunas críticas por el guion. Muchos la consideraron una de las mejores películas del UCM y destacaron su relevancia cultural, y tanto el National Board of Review como el American Film Institute la eligieron como una de sus 10 mejores películas de 2018, entre muchas otras organizaciones. Se convirtió en la novena película con mayor recaudación, con más de $1,340 millones mundialmente, rompiendo numerosos récords de taquilla, entre ellos ser la película más recaudadora de un director afroamericano, y se convirtió en la película con mayor recaudación en EE. UU. y Canadá de 2018 y la segunda más recaudadora mundialmente.
La película recibió numerosos premios y nominaciones, con siete nominaciones a los 91.º Premios Óscar incluida Mejor película, con galardones por Mejor diseño de vestuario, Mejor banda sonora y Mejor diseño de producción. Black Panther es la primera película de superhéroes en recibir una nominación a Mejor película, así como la primera película en el UCM en ganar un Premio Óscar. La película también recibió tres nominaciones a los Premios Globo de Oro, dos galardones en los Premios del Sindicato de Actores y doce nominaciones en los Premios de la Crítica Cinematográfica (tres ganados), entre otros. Una secuela, Black Panther: Wakanda Forever, se estrenó el 11 de noviembre de 2022.

## Sinopsis
Situada después de los eventos de Capitán América: Civil War, T'Challa, hijo del fallecido rey T'Chaka, asciende al trono de Wakanda y se convierte en Pantera Negra, pero descubre que reinar su nación será un desafío para él, ya que no solo debe gobernar y proteger su país, sino también derrotar a un viejo enemigo del pasado, que amenaza a todo el mundo.

## Argumento
Miles de años atrás, cinco tribus africanas luchaban por poseer un meteorito que contenía vibranium. Un guerrero ingirió una "hierba en forma de corazón" afectada por el metal y obtuvo habilidades sobrehumanas, convirtiéndose en la primera "Pantera Negra". Él unió a todas las tribus, excepto los Jabari, para formar la nación de Wakanda. Con el pasar de los siglos, los wakandianos usaron el vibranio para desarrollar tecnologías avanzadas y pueblos mejores del mundo haciéndose pasar por un país del tercer mundo. En 1992, el rey de Wakanda T'Chaka visita a su hermano N'Jobu, que está de encubierto en Oakland, California. T'Chaka acusa a N'Jobu de ayudar al traficante de armas Ulysses Klaue a robar vibranium de Wakanda. El compañero de N'Jobu revela ser Zuri, otro wakandiando encubierto, y confirma las sospechas de T'Chaka.
En la actualidad, luego de la muerte de T'Chaka, su hijo T'Challa regresa a Wakanda para asumir el trono. Junto con Okoye, líder del regimiento Dora Milaje, saca a su expareja Nakia de una misión encubierta en Nigeria para que pueda asistir a su ceremonia de coronación con su madre Ramonda y su hermana menor Shuri. En la ceremonia, el líder de la tribu Jabari M'Baku desafía a T'Challa por la corona en el ritual de combate. T'Challa derrota a M'Baku y lo persuade a rendirse en vez de morir.
Cuando Klaue y su cómplice Erik Stevens roban un artefacto wakandiano de un museo de Londres, W'Kabi, amante de Okoye y amigo de T'Challa, le pide a este último que traiga a Klaue con vida. T'Challa, Okoye y Nakia viajan a Busan, Corea del Sur, donde Klaue planea vender el artefacto al agente de la CIA Everett K. Ross. Se produce un tiroteo y Klaue intenta escapar, pero es atrapado por T'Challa, quien de mala gana lo deja en custodia de Ross. Klaue le cuenta a Ross que la imagen internacional de Wakanda es una fachada para una civilización tecnológicamente avanzada. Erik ataca y extrae a Klaue, y Ross es gravemente herido protegiendo a Nakia. En vez de perseguir a Klaue, T'Challa lleva a Ross a Wakanda, donde su tecnología puede salvarlo.
Mientras Shuri cura a Ross, T'Challa confronta a Zuri sobre N'Jobu. Zuri explica que N'Jobu planeaba compartir la tecnología de Wakanda con personas de ascendencia africana en todo el mundo para ayudarlos a conquistar a sus opresores. Cuando T'Chaka arrestó a N'Jobu, este atacó a Zuri, lo que obligó a T'Chaka a matarlo. T'Chaka ordenó que Zuri mintiera que N'Jobu había desaparecido, y deja abandonado al hijo estadounidense de N'Jobu para mantener la mentira. Este niño se creció para ser Stevens, un soldado estadounidense de operaciones negras que adoptó el nombre de "Killmonger". Mientras tanto, Killmonger mata a Klaue y lleva su cuerpo a Wakanda. Él es llevado ante los ancianos de la tribu, revelando su identidad y reclamando el trono. Killmonger desafía a T'Challa al combate ritual, donde mata a Zuri, derrota a T'Challa y lo lanza sobre una cascada hacia su supuesta muerte. Después de ingerir la hierba en forma de corazón, Killmonger ordena quemar el resto, pero Nakia extrae una primero. Killmonger, con el apoyo de W'Kabi y su ejército, se prepara para distribuir cargamentos de armas wakandianas a operarios de todo el mundo.
Nakia, Shuri, Ramonda y Ross huyen hacia la tribu Jabari en las montañas en busca de ayuda. Allí encuentran a un T'Challa en coma, rescatado por un grupo de pescadores de los Jabari en gratitud por perdonarle la vida de M'Baku. Curado por la hierba de Nakia, T'Challa regresa a combatir a Killmonger, quien tiene su propio traje de Pantera Negra. W'Kabi y su ejército combaten a Shuri, Nakia y el Dora Milaje, mientras Ross pilota remotamente un jet y derriba a los aviones que llevan de armas de vibranio. M'Baku y los Jabari llegan como refuerzos para T'Challa. Cuando Okoye lo confronta, W'Kabi y su ejército se rinden. Luchando en la mina de vibranio de Wakanda, T'Challa desestabiliza el traje de Killmonger y lo apuñala. Killmonger se rehúsa a que lo curen, eligiendo morir libre antes que vivir encarcelado.
T'Challa establece un centro de ayuda en el edificio donde N'Jobu murió, para que Nakia y Shuri dirijan. En una escena entre créditos, T'Challa aparece ante las Naciones Unidas para revelar la verdadera naturaleza de Wakanda al mundo. En una escena poscréditos, Shuri ayuda a Bucky Barnes a recuperarse, quien actualmente está bajo el nombre de "Lobo blanco".

## Reparto

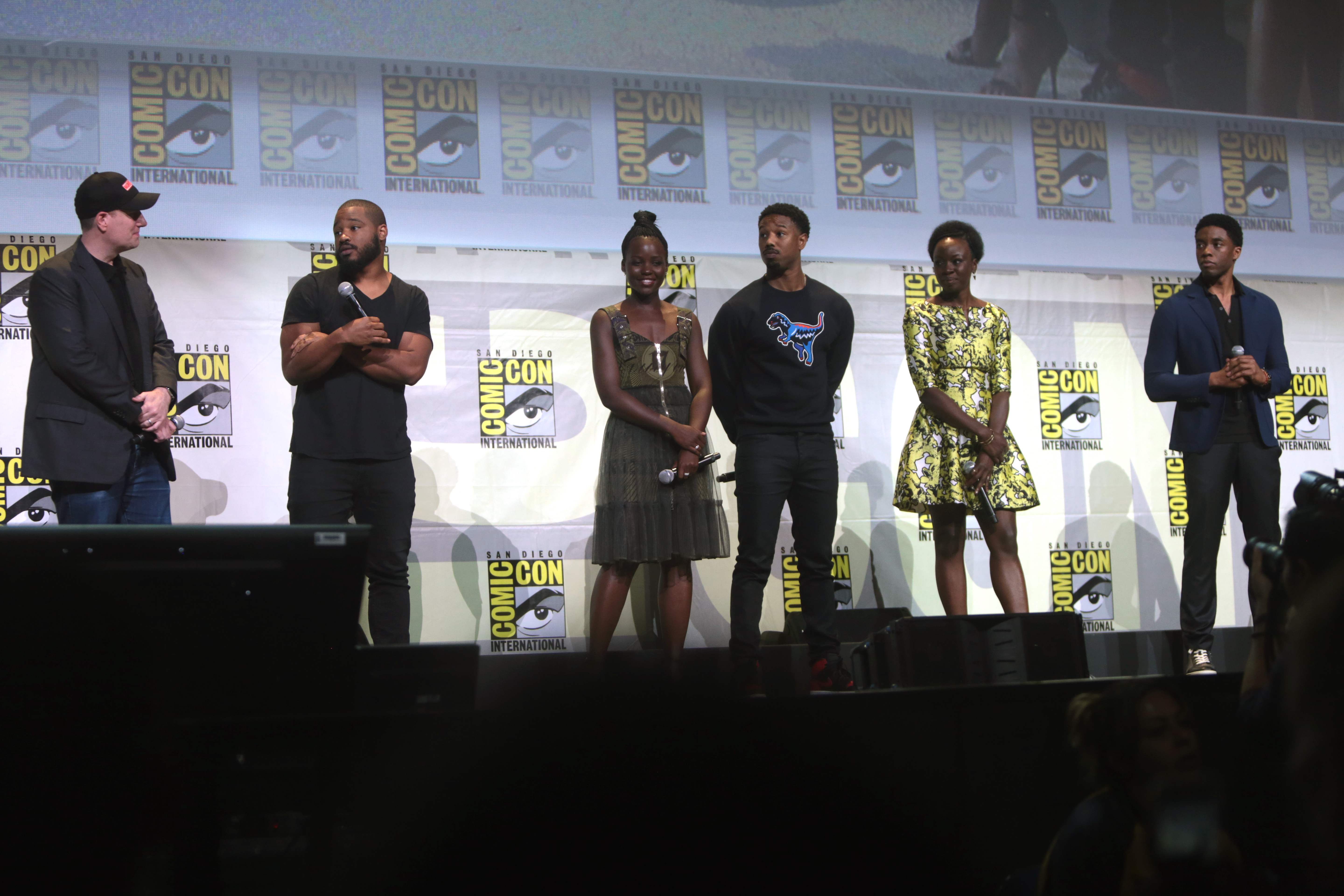
(I:D) El productor Kevin Feige, el director Ryan Coogler, y los actores Lupita Nyong'o, Michael B. Jordan, Danai Gurira, and Chadwick Boseman promocionando Black Panther en la Comic-Con Internacional de San Diego de 2016.

- Chadwick Boseman como T'Challa / Pantera Negra:

El rey de la nación africana ficticia de Wakanda, que obtiene fuerza mejorada al ingerir la hierba en forma de corazón. Él asciende al trono luego de la muerte de su padre T'Chaka en Capitán América: Civil War (2016). Boseman llamó a T'Challa un antihéroe que está "muy al tanto" de su responsabilidad como el líder de Wakanda. El traje de Pantera Negra, que se forma alrededor de su cuerpo, se inspiró en un diseño similar en la serie de cómics de Pantera Negra de Ta-Nehisi Coates. Boseman trabajó con el mismo entrenador de dialecto que tuvo durante Message from the King (2016), y trabajó con Marrese Crump para mantenerse en forma entre Civil War y Black Panther. Para prepararse para el papel, Boseman visitó Sudáfrica dos veces; examinó a Shaka Zulú, Patrice Lumumba, discursos de Nelson Mandela, y canciones de Fela Kuti; habló con un Babalawo yoruba; entrenó en Dambe, Capoeira Angola y lucha con palos Zulú; y se hizo una prueba de ADN para entender mejor su ascendencia africana. Firmó un contrato de cinco películas con Marvel. Ashton Tyler interpreta a T'Challa de joven.
- Michael B. Jordan como N'Jadaka / Erik "Killmonger" Stevens:

Un soldado estadounidense de operaciones negras que busca derrocar a su primo T'Challa, con su propia opinión sobre cómo debería gobernarse Wakanda. Jordan había querido interpretar a un villano por "mucho tiempo", y comparó la relación entre Killmonger y T'Challa con los personajes de X-Men Magneto y el Profesor X. Agregó que Killmonger es estratégico, pensativo, paciente, y muy entrenado. Las marcas tribales rituales en el pecho y torso de Killmonger se asemejan a las escarificaciones de las tribus mursi y surma, y consistían de 90 moldes de silicona esculpidos individualmente que llevaban dos horas y media aplicar. Jordan tenía que sentarse en un sauna por dos horas al final del día para quitarse las prótesis. Las rastas de Killmonger eran una versión moderna del cabello largo del personaje en el cómic. Para prepararse para el papel, Jordan examinó a Malcolm X, Marcus Garvey, Huey Newton, Fred Hampton y Tupac Shakur. También citó como influencia la versión del Joker de Heath Ledger en The Dark Knight. Corey Calliet fue el entrenador de Jordan para la película, luego de haberlo sido en Creed. Seth Carr interpreta a Stevens de joven.
- Lupita Nyong'o como Nakia:

La exnovia de T'Challa y antigua Perro de Guerra, una espía encubierta de Wakanda, de la Tribu del Río. Nyong'o llamó a Nakia una "desviación" de su homóloga en el cómic. Comienza la película luchando por mujeres esclavizadas en Nigeria. Nyong'o aprendió a hablar hausa para el papel, y también entrenó en judo, jujitsu, silat, y artes marciales filipinas.
- Danai Gurira como Okoye:

Una wakandiana "extremadamente orgullosa" y tradicionalista de la Tribu Fronteriza, que es la jefa de la Dora Milaje, las fuerzas especiales de Wakanda y guardia de T'Challa, compuesta solo por mujeres. El director Ryan Coogler eligió a Gurira por su actuación en Mother of George (2013), en vez de su papel popular de Michonne en la serie de televisión The Walking Dead, que Coogler no había visto. Gurira dijo que las habilidades de combate que aprendió interpretando a Michonne complementaron las habilidades de Okoye, pero notó que la Dora Milaje es un servicio secreto, que cubre inteligencia además de combate. Explicó que aunque su personaje es estoico, "también tiene un inesperado sentido del humor. Tiene un corazón, pero por su país y por su gente." Gurira se afeitaba la cabeza todos los día para aplicarse los tatuajes en la cabeza, lo que tomaba entre dos horas y media y tres horas y media.
- Martin Freeman como Everett K. Ross:

Un miembro de la Agencia Central de Inteligencia, a quien Freeman le atribuyó una "paz incómoda" con T'Challa. Agregó que el personaje se embarca en un "viaje esclarecedor a Wakanda" en la película. Freeman y los cineastas buscaron mostrar a Ross como un agente capaz en vez de un simple alivio cómico como es en el cómic.
- Letitia Wright como Shuri:

La hermana de 16 años de T'Challa que diseña nueva tecnología para el país. Wright describió a Shuri como innovadora de espíritu y mente, queriendo llevar a Wakanda a "un nuevo lugar", y sintió que era un buen modelo a seguir para las jóvenes negras. El productor ejecutivo Nate Moore llamó a Shuri la persona más inteligente del mundo, incluso más que Tony Stark.
- Daniel Kaluuya como W'Kabi: Un hombre de confianza de T'Challa y su mejor amigo. Es el jefe de seguridad de la Tribu Fronteriza, que sirve como la primera línea de defensa de Wakanda.[36][19]

- Angela Bassett como Ramonda

La madre de T'Challa y Shuri, la Reina Madre de Wakanda. Ramonda sirve como consejera de T'Challa cuando él en vez hubiera acudido a su padre. Bassett usó una peluca plateada hasta la cadera para el papel, hecha de 120 piezas de cabello enrollado en rastas. Calliet también fue entrenador de Bassett antes y durante el rodaje, creando circuitos de entrenamiento de intervalos de alta intensidad y ayudándola a elaborar su dieta.
- Winston Duke como M'Baku / Man-Ape:

Un poderoso y despiadado guerrero que es el líder de la tribu montañesa de Wakanda, los Jabari, quienes se manifiestan en contra de que T'Challa sea el nuevo rey. Duke describió a los Jabari como gente que "cree firmemente que para avanzar, debes tener una fuerte adherencia y respeto por el pasado. Así que tienen una profunda conciencia moral." Se adaptaron elementos de carácter de la serie de Pantera Negra de Christopher Priest de 1998–2003 para la versión de M'Baku en la película. Durante la misma, M'Baku no es llamado por su alter ego Hombre Mono del cómic, ya que Marvel sintió que había "muchas implicaciones raciales que no se sienten bien" al tener a un personaje negro vestido como un simio. Este aspecto del personaje fue reelaborado como una adoración de los Jabari a los dioses gorila, con M'Baku aún usando elementos de piel en sus brazos y piernas, y una placa de pecho que alude al gorila. Moore continuó, "Hombre Mono es un personaje problemático por muchas razones, pero la idea tras el Hombre Mono pensamos que era realmente fascinante [...] Es una línea en la que creo que caminamos, y espero que caminemos con éxito." Para diferenciar más a los Jabari, Duke hablaba una versión del idioma nigeriano igbo en vez del idioma xhosa hablado por otros wakandianos.
- Andy Serkis como Ulysses Klaue / Klaw:

Un mafioso, contrabandista y traficante de armas sudafricano, que se alía con Killmonger. Él usa una pieza de avanzado equipamiento de minería wakandiano como un cañón interruptor sónico, como reemplazo de su brazo izquierdo, el cual perdió en Avengers: Age of Ultron (2015). Boseman describió a Klaue como una amenaza a Wakanda, uno de los pocos forasteros en entrar al país, y alguien con acceso a vibranio. Comparó al personaje con Osama bin Laden. Serkis añadió que, además de su deseo por vibranio, a Klaue lo motiva una venganza "personal" contra T'Challa, y para "exponer lo que cree que es la hipocresía de Wakanda".
- Forest Whitaker como Zuri:

Un anciano estadista en Wakanda y el guardián de la hierba en forma de corazón. Coogler se refirió a Zuri como una figura religiosa y espiritual, citando la espiritualidad de Wakanda en el cómic, y lo comparó con Obi-Wan Kenobi de la serie Star Wars. Zuri también es una "gran conexión" a T'Chaka para T'Challa. Denzel Whitaker, que no está emparentado a Forest, interpreta a Zuri de joven.
Además, John Kani y Florence Kasumba repiten sus respectivos papeles de T'Chaka y Ayo de Capitán América: Civil War. El hijo de Kani, Atandwa, interpreta a T'Chaka de joven, y Sterling K. Brown interpreta a su hermano N'Jobu, padre de Killmonger. Entre los ancianos wakandianos se encuentran Isaach de Bankolé para la Tribu del Río, Connie Chiume para la Tribu Minera, Dorothy Steel para la Tribu Mercante, y Danny Sapani para la Tribu Fronteriza. Sydelle Noel aparece como Xoliswa, una miembro de la Dora Milaje. Marija Abney, Janeshia Adams-Ginyard, Maria Hippolyte, Marie Mouroum, Jénel Stevens, Zola Williams, Christine Hollingswort y Shaunette Renée Wilson también interpretan a otras miembros. Nabiyah Be inicialmente anunció que interpretaría a la criminal Tilda Johnson, pero su personaje simplemente se llamó Linda en la película final debido a la elección de Gabrielle Dennis para Johnson en la segunda temporada de Luke Cage. El comediante Trevor Noah le pone voz a Griot, la inteligencia artificial de una nave wakandiana, el cocreador de Pantera Negra Stan Lee tiene un cameo como un cliente en el casino surcoreano, y Sebastian Stan hace una aparición no acreditada en la escena después de créditos repitiendo su papel de Bucky Barnes / Lobo Blanco.

### Doblaje
| Intérprete original | Personaje                          | Doblaje en España       | Doblaje en Hispanoamérica |
| ------------------- | ---------------------------------- | ----------------------- | ------------------------- |
| Chadwick Boseman    | T'Challa / Pantera Negra           | Miguel Ángel Garzón     | Manuel Campuzano          |
| Michael B. Jordan   | N'Jadaka Erik "Killmonger" Stevens | Javier Lorca            | Alejandro Orozco          |
| Martin Freeman      | Everett K. Ross                    | Jesús Maniega           | Juan Antonio Edwards      |
| Lupita Nyong'o      | Nakia                              | Silvia Sarmentera       | Vero López Treviño        |
| Danai Gurira        | Okoye                              | Yolanda Pérez Segoviano | Simone Brook              |
| Letitia Wright      | Shuri                              | Vera Bosch              | Leyla Rangel              |
| Winston Duke        | M'Baku                             | Óscar Castellanos       | Mau Pérez                 |
| Daniel Kaluuya      | W'Kabi                             | Fernando Cabrera        | Emmanuel Bernal           |
| Angela Bassett      | Ramonda                            | Isabel Donate           | Rebeca Manríquez          |
| Forest Whitaker     | Zuri                               | Rafael Calvo            | Daniel del Roble          |
| Andy Serkis         | Ulysses Klaue                      | Ramón Langa             | Enrique Cervantes         |
| John Kani           | T'Chaka                            | Rafael Azcárraga        | Cesar Arias               |
| Sterling K. Brown   | N'Jobu                             | Miguel Ángel Montero    | Arturo Mercado Jr         |
| Sebastian Stan      | Bucky Barnes / Lobo Blanco         | David Jenner            | Irwin Dayaan              |
| Stan Lee            | Jugador Sediento                   | Salvador Moreno         | Jesse Conde               |

## Producción

### Desarrollo
En junio de 1992, Wesley Snipes anunció su intención de hacer una película sobre Pantera Negra, y comenzó a trabajar ella ese mismo agosto. Snipes sentía que África había sido mal retratada en películas de Hollywood anteriormente, y que esta película podía destacar la majestuosidad del continente, ya que el personaje era noble y "la antítesis de los estereotipos [africanos]". El próximo julio, Snipes planeaba comenzar The Black Panther después de protagonizar Demolition Man (1993), y un mes después expresó interés en hacer además secuelas de la película. En enero de 1994, Snipes entró en conversaciones con Columbia Pictures para interpretar a Pantera Negra, y Stan Lee, cocreador del personaje, se sumó a la película en marzo; entró en desarrollo para mayo. Snipes tuvo discusiones con varios guionistas y directores diferentes sobre el proyecto, entre ellos Mario Van Peebles y John Singleton. Cuando para enero de 1996 la película no había progresado, Lee explicó que no había estado satisfecho con los guiones para el proyecto. Snipes dijo que había confusión entre aquellos no familiarizados con el cómic, que creían que la película se trataba del Partido Pantera Negra.
| Aún no hemos tenido un héroe de cómic negro importante en la pantalla. En especial Pantera Negra, con una vida tan rica e interesante. Es un sueño hecho realidad originar algo [como] eso. —Actor Wesley Snipes, que trabajó en las primeras iteraciones de Black Panther |

En julio de 1997, Black Panther fue anunciada como parte de la lista de películas de Marvel Comics, y en marzo de 1998, se informó que Marvel había contratado a Joe Quesada y Jimmy Palmiotti, que en ese momento eran editores de los cómics de Pantera Negra, para trabajar en ella; ambos han negado esto. Ese agosto, los problemas corporativos en Marvel detuvieron al proyecto. Un año después, Snipes iba a producir, y posiblemente protagonizar, la película. mientras que Artisan Entertainment anunció un acuerdo con Marvel en mayo de 2000 para coproducir, financiar y distribuir la película. En marzo de 2002, Snipes planeó hacer la película o Blade 3 (2004) en el curso del año siguiente. En julio de 2004, el director de Blade 3 David S. Goyer sintió que Snipes interpretando a Pantera Negra además de Blade de Marvel "podría ser excesivo".
En septiembre de 2005, el presidente y director ejecutivo de Marvel Avi Arad anunció a Black Panther como una de las diez películas en desarrollo bajo los nuevos Marvel Studios. En junio de 2006, Snipes dijo que esperaba tener un director para el proyecto pronto, y el presidente Marvel Studios Kevin Feige reiteró en febrero de 2007 que Black Panther estaba en desarrollo. Para ese julio, John Singleton recibió la oferta de dirigir la película. En marzo de 2009, Marvel contrató guionistas para ayudar a encontrar formas creativas de lanzar sus propiedades menos conocidas, incluyendo a Pantera Negra; Nate Moore, el jefe del programa de guionistas, estaba supervisando el desarrollo de Black Panther en específico. La participación de Snipes se estancó en este momento debido a su condena por no presentar una declaración de impuestos, cumpliendo su sentencia desde junio de 2010 hasta abril de 2013. En enero de 2011, Marvel Studio contrató al documentalista Mark Bailey para escribir un guion de Black Panther, producida por Feige. Para octubre de 2013, el metal vibranio, que viene del país natal de Pantera Negra Wakanda, había sido introducido en el Universo cinematográfico de Marvel; Marvel había considerando mostrar a Wakanda misma tan pronto como en Iron Man 2 (2010), pero estaban esperando hasta tener "una idea completa" de como mostrarla.
En octubre de 2014, Feige anunció que Black Panther se estrenaría el 3 de noviembre de 2017, con Chadwick Boseman como T'Challa / Pantera Negra. Boseman no audicionó para el papel, sino que discutió lo que quería hacer para el mismo con Marvel, y ganó $2 millones por aparecer en la película. El actor interpretó al personaje por primera vez en Capitán América: Civil War. Snipes mostró su apoyo por el proyecto, a pesar de ya no estar involucrado. Feige dijo que Marvel estaba considerando a guionistas y directores de minorías para la película, pero priorizaría a "los mejores cineastas, los mejores guionistas, los mejores directores posibles. Así que no voy a asegurar que vayamos a contratar a ninguna demográfica en particular". Añadió que se habían reunido con el antiguo escritor de cómics de Pantera Negra Reginald Hudlin. En enero de 2015, Boseman dijo que la película estaba pasando por una "fase de lluvia de ideas", y el mes siguiente Marvel atrasó la fecha de estreno al 6 de julio de 2018. El casting estaba en proceso, y Feige se reuniría con directores después del estreno de Avengers: Age of Ultron a fines de abril.
Para mayo de 2015, Marvel había tenido discusiones con Ava DuVernay para dirigir esta película o Capitana Marvel (2019). En junio, Feige confirmó que se había reunido con DuVernay junto a varios otros directores, y dijo que esperaba tener una decisión tomada para mediados o fines de 2015. Para principios de julio, DuVernay había rechazado la oferta, explicando que la había atraído la relevancia cultural de mostrarle un héroe negro al mundo entero, pero disentía con Marvel en cuanto a la historia y no quería comprometer su visión. Para octubre de 2015, F. Gary Gray y Ryan Coogler estaban en consideración como directores de la película, aunque las negociaciones con Coogler se habían enfriado, y Gray había elegido dirigir The Fate of the Furious (2017) en su lugar. Joe Robert Cole, un miembro del programa de guionistas de Marvel, estaba en conversaciones para escribir el guion, y Marvel cambió una vez más la fecha de estreno, moviéndola al 16 de febrero de 2018. Para diciembre de 2015, las discusiones con Coogler se reavivaron luego del estreno exitoso de su película Creed (2015).

### Preproducción
Coogler fue confirmado como director en enero de 2016, y dijo que la película era la "más personal hasta la fecha", en parte porque creció leyendo cómics, a lo que añadió, "me siento muy afortunado de poder trabajar en algo sobre lo que estoy tan apasionado otra vez." Después de ser "cortejado" por Feige por meses, Coogler acordó dirigir la película si podía traer colaboradores de sus proyectos anteriores para diferenciar a la película de otras del UCM que suelen estar "filmadas, compuestas y editadas por las mismas personas internas". Esto incluía a la directora de fotografía de Fruitvale Station (2013) Rachel Morrison, así como la diseñadora de producción Hannah Beachler y el compositor Ludwig Göransson, ambos habiendo trabajado con Coogler en Fruitvale Station y Creed. Coogler sintió que Black Panther sería única a la vez que encajaría dentro de la narrativa general del UCM.
En abril de 2016, Feige dijo que Coogler estaba trabajando en el guion con Cole, y que el rodaje comenzaría a principios de 2017. Añadió que la película sería la primera producción de Marvel Studios con un "reparto principalmente afroamericano": Lupita Nyong'o pronto entró en negociaciones para interpretar al interés amoroso de T'Challa, y Michael B. Jordan se sumó en un papel no revelado, después de haber trabajado con Coogler en Fruitvale Station y Creed. Nate Moore, siendo productor de la película para fines de mayo, afirmó que el rodaje sería en Atlanta, Georgia, con Marvel "definitivamente investigando rodar en África" también.
En la Comic-Con de San Diego de 2016, Nyong'o fue confirmada para la película, en el papel de Nakia, mientras que se reveló que Jordan interpretaría a Erik Killmonger. También se anunció a Danai Gurira como Okoye. Coogler confirmó que el rodaje comenzaría en enero de 2017. Se realizó casting adicional desde septiembre de 2016 hasta el comienzo de la filmación, con Winston Duke como M'Baku, un papel para que Yahya Abdul-Mateen II también había audicionado; Forest Whitaker como Zuri; Daniel Kaluuya como W'Kabi; Angela Bassett como la madre T'Challa, Ramonda; Sterling K. Brown como N'Jobu; y Letitia Wright en un papel no especificado. Se reveló que Florence Kasumba repetiría su papel como Ayo de Capitán América: Civil War. Amandla Stenberg, que es birracial y de piel clara, fue considerada para un papel en la película pero le incomodaba tomar el lugar de un actor de piel oscura, y describió su decisión de rechazar el papel como "muy desafiante". Para enero de 2017, Marvel recibió permiso de la agencia de tránsito AC Transit, que reside en Oakland, California, para usar su logo en la película por la secuencia de flashback del principio. La ubicación fue elegida debido a que Coogler creció en esa área.

### Guion

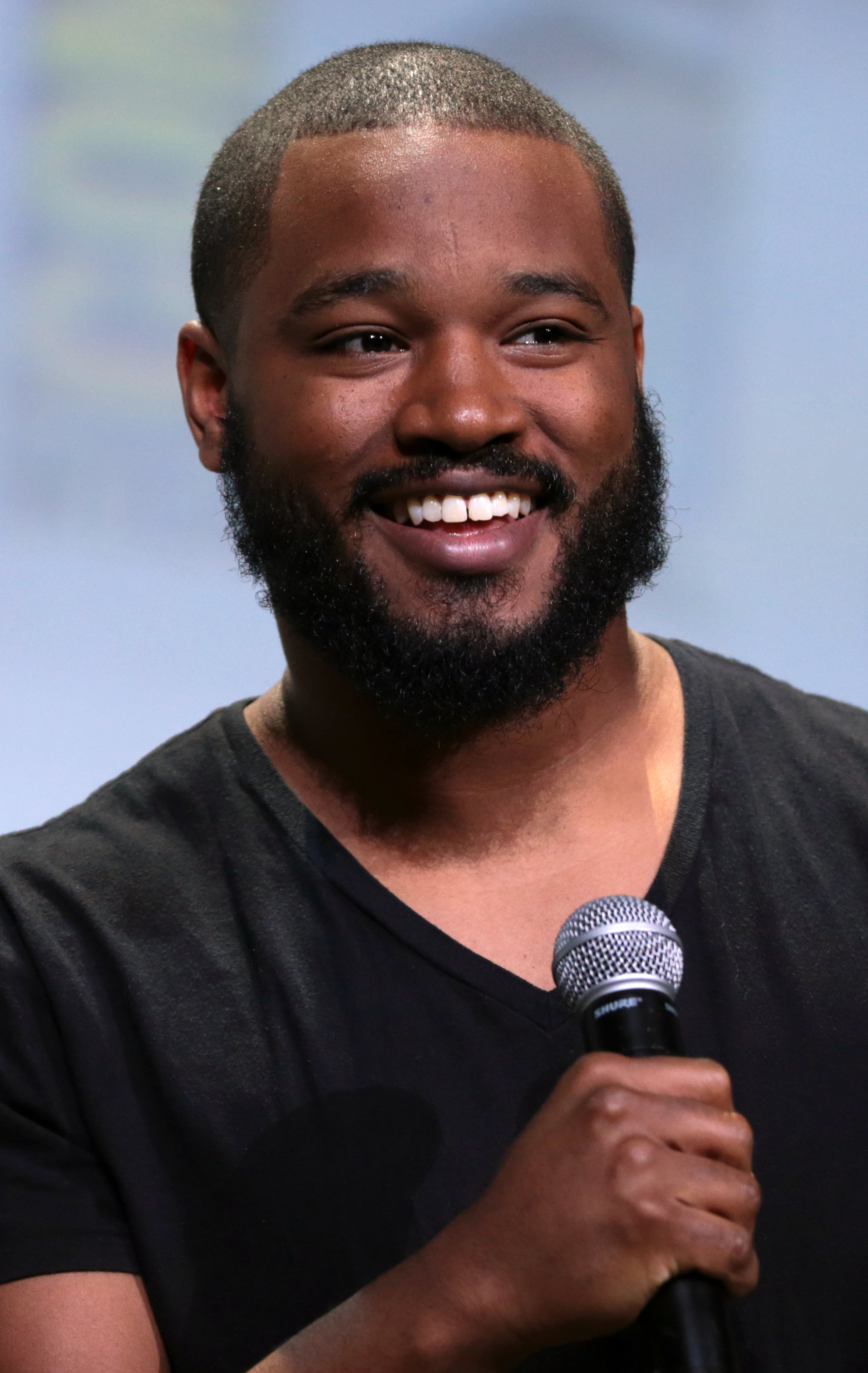
Coogler promocionando Black Panther en la Comic-Con Internacional de San Diego de 2016

El equipo de producción se inspiró en la serie de Pantera Negra de Ta-Nehisi Coates, que estaba escribiendo el cómic al mismo tiempo que estaban trabajando en la película. De particular inspiración fueron el diálogo poético de Coates, el arte de Brian Stelfreeze, y "algunas de las preguntas que hace". La película también se inspiró en las series de cómics de Jack Kirby, Christopher Priest (quien más la influenció según Coogler), Jonathan Hickman, y Hudlin. Se eligieron personajes para la película de todos los cómics basándose en lo que funcionaba para la historia. El aspecto de compromiso ceremonial de la Dora Milaje no fue adaptado de los cómics a la pantalla. Coogler esperaba incluir al villano de Spider-Man Kraven el Cazador al principio del proceso por una escena en la serie de Priest en la que T'Challa enfrentaba a Kraven, pero los derechos del personaje no estaban disponibles. Donald Glover y su hermano Stephen tuvieron algunas contribuciones menores en un primer borrador del guion, desarrollando la relación entre T'Challa y su hermana menor Shuri. Moore notó que un primer guion tenía más escenas fuera de Wakanda para explorar "un poco más lo que significa ser africano y afroamericano en el mundo", y esperaba poder volver a visitarlos en una película posterior, en particular una secuencia "genial" de la que hicieron un guion gráfico antes de cortarla.
Feige describió a Black Panther como "una gran acción-aventura geopolítica" que se centra en la familia y T'Challa aprendiendo a ser rey. con Civil War sentando las bases para la moralidad de T'Challa y estableciendo la situación geopolítica con la que tendría que lidiar al regresar a Wakanda. Moore comparó la política y el humor de la película con Captain America: The Winter Soldier (2014), diciendo que lo primero estaría inherente pero no sería "como un sermón", y que lo segundo evitaría el tono de Guardianes de la Galaxia (2014) y Ant-Man (2015). También dijo que la película sería una mezcla entre El padrino y las películas de James Bond como un "gran drama familiar y operístico centrado en un mundo de espionaje internacional". Coogler se vio influenciado por películas de la década de 1970 como las obras de Francis Ford Coppola y la novela negra. También veía la película Un profeta (2009) como inspiración. Feige llamó a la historia "rica en ideas culturalmente relevantes", y Boseman indicó que había paralelismos en la película en relación con Donald Trump convirtiéndose en Presidente de los Estados Unidos después de Barack Obama, aunque Feige agregó que "estas son conversaciones que tuvimos hace dos años, porque esa es en su base la historia dentro del cómic." Moore dijo que la película no depende de tramas de ninguna otra entrega del UCM, pero sí afecta al universo más amplio para adelante, diciendo Feige que la película era una conexión "muy importante" a Avengers: Infinity War (2018) y Avengers: Endgame (2019). Civil War introdujo el idioma wakandiano, basado en el idioma xhosa, el cual Boseman aprendió de John Kani que interpreta al padre de T'Challa, el Rey T'Chaka.

### Diseño
Coogler se refirió a la película como una oportunidad histórica par mostrar a un superhéroe negro "en una época en la que los afroamericanos están afirmando sus identidades mientras lidian con difamación y deshumanización." Era importante basar la película en las verdaderas culturas de África, con los cineastas consultando con expertos de la región africana en la que Wakanda estaría ubicada, arraigando a la película "en la realidad primero y luego [construyendo] desde ahí". La visión de Coogler de Wakanda se inspiró en Lesoto, un país africano que históricamente ha sido "un enclave, capaz de proteger su independencia debido a su terreno" y sólo fue ligeramente colonizada por los británicos; los mantos tradicionales del país también aparecen en la película. Coogler comparó la rareza del vibranio, solo existente en Wakanda, con el mineral real coltán, que casi solo puede encontrarse en el Congo. Él quería que Wakanda se sintiera como un país completo con muchas tribus distintas, y creó un proyecto de biblia que detallaba cada tribu wakandiana para guiar el proceso de diseño. Se tuvo cuidado especial en crear un aspecto futurista que no se viera extraterrestre, como algunos de los diseños del cómic original de Jack Kirby parecían.

### Sets
Beachler quería honrar a los diseños del cómic, pero llenó los huecos con investigación concentrada en África subsahariana, inspirándose en Uganda, Ruanda, Burundi, Congo-Kinsasa y Etiopía, así como los diseños de Zaha Hadid. Moore describió este enfoque como una carta de amor a África. Beachler observó la arquitectura de tribus existentes, y luego intentó avanzar naturalmente la tecnología, en vez de si Wakanda hubiera sido colonizada. Los motivos circulares, simbolizando la transmisión de energía, fueron un tema importante a lo largo de la película. Las ubicaciones más antiguas representadas en la película, como la Cascada del Guerrero, la Ciudad de los Muertos, y el Salón de Reyes, se yuxtaponían con el estilo afropunk más moderno de la Ciudad Dorada, la capital. Se incorporaron rondavels en las cimas de los rascacielos wakandianos, inspirados por el aspecto de las montañas del Cañón de Blyde River en Sudáfrica.
Beachler creó distintos escudos y arquitectura para cada una de las tribus wakandianas, con la Tribu Fronteriza inspirada por Lesoto, la Tribu Mercante basada en escritura nigeriana, y la Tribu Dorada usando un símbolo solar encontrado en todo África. La Ciudad Gorila, hogar de la Tribu Jabari, originalmente estaría en una selva, pero Coogler sugirió que se ubicara sobre una montaña en la nieve. Beachler basó la escritura wakandiana en un antiguo idioma nigeriano. Ella consultó con expertos mineros y metalúrgicos para la tecnología de vibranio, incluyendo la mina de vibranio donde la sustancia aparece como rocas azules brillantes antes de ser refinada en su aspecto de acero inoxidable visto anteriormente en el UCM. La película también adapta la tecnología de perlas kimoyo del cómic, y cuenta con tecnología basada en arena. Beachler quería que los elementos futuristas de la películas fueran consistentes con proyecciones de cómo sería la tecnología del mundo real en 25 o 30 años, como el maglev y la tecnología aerodeslizante. Entre los vehículos wakandianos se encuentra un tren maglev para transportar vibranio; el Royal Talon Fighter del rey, que parece una máscara desde arriba y abajo; y el Dragon Flyer, inspirado en el pavo real del Congo.
La mayoría de los sets de Beachler se construyeron en estudios de sonido en Atlanta, incluyendo el Concejo Tribal, el espacio de diseño de Shuri, y el Salón de Reyes. El primero de estos fue construido con un piso de pasto a través del cual se puede ver una antigua ruina. El set exterior para la Cascada del Guerrero se hizo en un backlot al norte de Atlanta, inspirado en la Garganta de Oribi. El set medía 36 pies (11 m), compuestos por una piscina alta de 6 pies (1,8 m) y acantilados altos de 30 pies (9,1 m) diseñados para extenderse hasta 100 pies (30 m) con efectos visuales. Se usó espuma de poliestireno industrial para esculpir a mano un marco de referencia para los precipicios, con un sistema de túneles agregado al diseño para que los extras pudiesen trepar a diferentes áreas de los acantilados. La estructura fue luego cubierta con 25 000 pies cúbicos (710 m³) de espuma esculpida para hacer juego con rocas de la Garganta de Oribi. Se usaron seis bombas grandes para llenar la piscina en la base del set, y crear una cascada sobre la cornisa en el fondo. La base de la pileta estaba hecha de acolchado para que se pudieran realizar escenas de riesgo de forma segura en el set, pero diseñada para verse como rocas y para tener suficiente agarre para que los actores no se cayeran en el agua. El set tardó cuatro meses en completarse, y se usó por dos semanas de rodaje.

### Vestuario

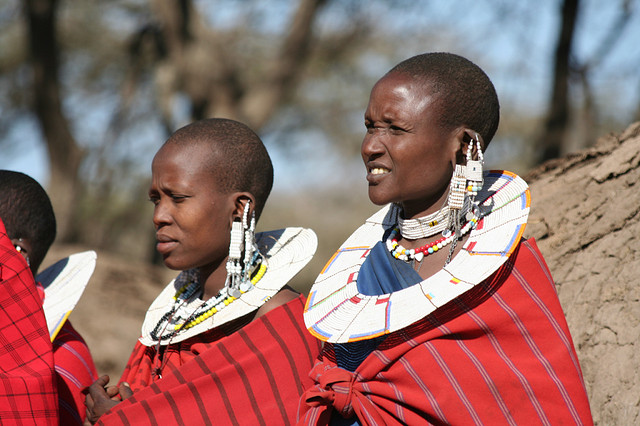
El pueblo masái de Kenia inspiró alrededor de un 80% del diseño de la Dora Milaje, las fuerzas especiales de Wakanda, compuesta solo por mujeres.

La diseñadora de vestuario Ruth E. Carter hizo referencia a los pueblos masái, himba, dogón, basotho, tuareg, turkana, xhosa, zulú, surma y dinka en sus diseños. También examinó las obras correspondientes de los diseñadores de moda Issey Miyake de Japón, Yves Saint Laurent de Francia y Donna Karan de EE. UU. Winnie Mandela fue de inspiración a Carter para el vestuario de Angela Bassett.
El vestuario de la Dora Milaje era principalmente rojo para reflejar las diferentes culturas africanas, e incluía tabardos de cuentas con talismanes que se pasarían de madre a hija. Carter quería evitar el aspecto de "chicas en traje de baño", y en cambio que lleven armadura completa que prácticamente necesitarían para batalla. También tuvo que tomar en consideración las escenas de riesgo de los actores. Anthony Francisco, el Ilustrador Senior de Desarrollo Visual, notó que los trajes de la Dora Milaje se basaban en un 80 por ciento en los masái, cinco por ciento en los samurái, cinco por ciento en los ninjas y cinco por ciento en el pueblo ifugao de las Filipinas. Los brazaletes y los anillos de cuello eran una referencia al pueblo sureño ndebele y denotan estatura. Como tal, la general Okoye tiene brazaletes y anillos dorados, mientras que los del resto son plateados.
El vestuario de T'Challa unía su papel como rey y como el jefe de la milicia, incluyendo la combinación de un manto de tejido Kente con botas militares. Carter también usó colores y patrones distintivos para cada tribu de Wakanda, como verde con conchas para la Tribu del Río basada en los Suri; azul con madera para la Tribu Fronteriza; negro con púrpura real para Pantera Negra y el Palacio Real; ciruelas y violetas para la Tribu Mercante en referencia a los tuaregs; y ocre para la Tribu Minera inspirada por los himba. Tres de cada cinco personas en Wakanda van descalzos. Los wakandianos usan ropa "normal" fuera del país, con los colores de su vestuario aún consistentes. En general, Carter creó 700 vestuarios para la película, trabajando con "un ejército" de ilustradores, diseñadores, moldeadores, teñidores de tela, joyeros y más.
Camille Friend, jefa del departamento de peinados, hizo referencia al arte, tela, cabello y texturas africanos tradicionales, y el movimiento de cabello natural actual en sus diseños. Friend buscaba que el cabello de los actores fuera natural, usando "trenzas, rastas y ruedos", y extensiones y pelucas cuando fuera necesario. Al igual que Carter, Friend diseño a cada tribu con su propia estética identificable, como el cabello de la Tribu Jabari con "líneas bien rectas y claras" y detalles de pintura de guerra, inspirados en los guerreros senegaleses.

### Rodaje
La fotografía principal inició el 21 de enero del 2017, en los estudios de EUE/Screen Gems en los Pinewood Atlanta Studios, bajo el título de producción Motherland. El rodaje también tomó lugar en el vecindario de Sweet Auburn en Atlanta, reemplazando a Oakland; el High Museum of Art, que sirvió como el ficticio Museo de Gran Bretaña en Londres; y Atlanta City Hall, que sirvió como un edificio de las Naciones Unidas. La directora de fotografía Rachel Morrison, que ansiaba trabajar en Black Panther después de haber colaborado con Coogler en Fruitvale Station, miró primero todas las otras películas del UCM para entender el "lenguaje" establecido. Quería "impulsar" ese lenguaje y mostrar más contraste en color. Geoff Bauman, supervisor de efectos visuales, le propició a Morrison tomas de antes y después de escenas de Civil War para que pudiera entender qué elementos se capturan en el set y qué es creado digitalmente. Ella filmó en ArriRaw de 3.4K con cámara Arri Alexa XT Plus con lentes Panavision Primo, en principal usando una disposición de dos cámaras, con una tercera o cuarta cámara en ocasiones. Morrison dijo que su mayor desafío fue la iluminación, cuya magnitud "era mucho mayor de lo que había experimentado antes", e hizo uso extensivo de luminarias LED Arri SkyPanel, que podía preprogramar desde un iPad. Algunos sets estaban completamente rodeados con SkyPanels.
Poco después del comienzo del rodaje, el hijo de Kani, Atandwa, dijo que aparecería en la película junto con su padre, repitiendo este su papel de T'Chaka, mientras que fotografías del set revelaron que Martin Freeman regresaría como Everett K. Ross. Marvel anunció el inicio de la producción el 26 de enero de 2017, y confirmó el casting de Freeman, Wright, y John Kani, revelando también que Andy Serkis repetiría su papel de Ulysses Klaue de Avengers: Age of Ultron. Atandwa interpreta una versión más joven del personaje de su padre, y también sirvió como consultor cultural durante la filmación. La entrenadora de dialecto Beth McGuire trabajó para asegurarse de que hubiese continuidad entre los varios actores que debían usar "acentos wakandianos". Jordan se unió a la producción más tarde que el resto del reparto principal. Él sintió que esto ayudó a su actuación, ya que su personaje está separado y en conflicto con los otros. Debido a esto, Jordan se marginaba mientras estaba en el set. Ya que Black Panther y Avengers: Infinity War se estaban rodando en simultáneo en Atlanta, ambos equipos de producción colaboraron para garantizar una presentación unificada de Wakanda en las películas, ya que el país también tiene un papel importante en Infinity War.
La fotografía adicional se llevó a cabo en Corea del Sur, donde la ciudad de Busan fue el escenario de una persecución de autos en la que se usaron más de 150 autos y participaron más de 700 personas. Coogler y Morrison hicieron referencia a las persecuciones de Bullitt (1968), Drive (2011) y The French Connection (1971), tomando los mejores elementos de cada una para la secuencia de Black Panther. El rodaje en Busan comenzó el 17 de marzo, en la pescadería Jagalchi. La filmación se trasladó a la playa Gwangalli el 21 de marzo, además de otras ubicaciones surcoreanas como Marine City en el distrito Haeundae y en el puente Gwangan. El equipo de producción contrató a cientos de antiguos y actuales estudiantes de cine de universidades locales como personal o asistente de personal durante el rodaje en Corea del Sur. La filmación en el país finalizó el 27 de marzo, con rodaje adicional en las montañas Rwenzori y el parque nacional de la Selva Impenetrable de Bwindi en Uganda. John Marzano fue el cinematógrafo de tomas aéreas de Sudáfrica, Zambia, Uganda y Corea del Sur. En la CinemaCon 2017, se reveló que Wright interpretaría a Shuri en la película. El rodaje concluyó el 19 de abril de 2017.

### Posproducción

#### Montaje
Black Panther fue editada por Michael Shawver y Debbie Berman, con Shawver presente en el set durante el rodaje y en una sala de edición cerca de la base de producción de Atlanta. Berman se unió a la película luego de la producción de una primera versión del director, dos semanas antes de terminar su trabajo en Spider-Man: Homecoming (2017), de Marvel, ya que a Coogler le gusta tener tanto a un hombre como a una mujer editando sus películas. Ella creyó que Marvel la había elegido por ser sudafricana, y había estado expresando interés en Black Panther a lo largo del proceso de edición de Homecoming después de ver al personaje en Civil War. Shawver dijo que mucho de su tiempo en montaje se pasó discutiendo cómo su obra afectaba a la audiencia. Por ejemplo, él sentía que las primeras versiones del combate de la Cascada del Guerrero se sentía "chata" y usó técnicas que aprendió trabajando con Coogler en Creed para que la edición se moviera atrás y adelante para imitar los movimientos de los luchadores. También sintió que agregar más tomas de reacciones a la audiencia durante la batalla le daba más peso a la victoria de T'Challa al final. Durante el montaje de la batalla final, Berman le señaló a Coogler que la Dora Milaje, todas mujeres, es rescatada por la tribu Jabari, todos hombres, que en su opinión socavaba el foco en personajes femeninos hasta ese momento. Coogler consintió, y luego agregó luchadoras Jabari a la escena con fotografía adicional, entre ellas el primer luchador Jabari en la escena. Berman sintió que este fue un cambio importante que no habría sucedido si solo hubiera hombres editando la película.
Como Coogler insinuó en un principio en enero de 2018, la película cuenta con dos escenas poscréditos; una que muestra a un discurso de T'Challa a las Naciones Unidas; y otra con Sebastian Stan repitiendo su papel de Bucky Barnes. La primera escena originalmente iba a ser parte del verdadero final de la película, pero fue cambiado al medio de los créditos para que la película pudiese concluir en Oakland, donde comienza. Coogler sintió que tener esa simetría era importante. En la escena, T'Challa dice que "Los tontos construyen barreras, mientras que los sabios construyen puentes." Algunos sintieron que esta era una referencia al clima político de la presidencia de Donald Trump, pero Coogler afirmó que la línea se agregó antes de la elección de Trump y era simplemente un proverbio africano que su esposa había encontrado. Su intención con la escena era inspirar a la audiencia haciendo que T'Challa parezca una persona real en un entorno real y conocido, similar al trato dado a Tony Stark en Iron Man (2008). Marvel no le encomendó a Coogler que pusiera conexiones a otras películas, pero a él le interesaba abordar el hecho de que Barnes estaba en Wakanda (por el final de Civil War) porque sería divertido para la audiencia. No sintió que el personaje encajara en el cuerpo de la película, pero sintió que una escena después de créditos sería apropiada.

#### Efectos visuales
Los efectos visuales de la película fueron creados por: Industrial Light & Magic (ILM) con ayuda de Virtuos, Stereo D, y Scanline VFX; Double Negative; Luma Pictures; Mammal Studios; Method Studios; Perception; Rise Visual Effects Studios, Torm Studios; Trixter; Cantina Creative; Lola VFX; Capital T; Exceptional Minds; Technicolor VFX; Rodeo FX; Imageloom VFX; Anibrain; Method Pune; Bot VFX; Pixstone Images; Futureworks; Vertigo Visual; FX3X; y Yannix Thailand Co. Digital Domain y The Third Floor completaron la previsualización, mientras que Perception también creó la secuencias de títulos iniciales para la película. Geoffrey Baumann sirvió como supervisor de efectos visuales.
Al comparar a Black Panther con otras películas del UCM, Baumann notó que el departamento de efectos visuales suele tener rienda suelta para crear diseños de ciencia ficción de otro mundo, pero tuvo que ser más específico con esta película debido a la necesidad de autenticidad con la cultura y geografía africanas. Para el entorno de la Cascada del Guerrero, las paredes del acantilado, similares a las de un anfiteatro, debieron llenarse de espectadores digitales que no podían ser simplemente copiados y pegados alrededor del set debido a los precisos diseños de vestuario creados por Carter para cada tribu y personaje. En cambio, el departamento de efectos visuales tuvo que trabajo con los vestuaristas para modelar individualmente a cada extra digital para la secuencia. Además, se usaron efectos visuales para ajustar la secuencia inicial después de que las audiencias de prueba confundían a los personajes de T'Chaka y T'Challa, ambos vestidos como la Pantera Negra. Los artistas agregaron digitalmente algunas canas a la barba de T'Chaka y adornos de oro a su traje para ayudar a diferenciar los personajes.
ILM fue principalmente responsable de crear de los ambientes urbanos digitales de Wakanda. El supervisor de efectos visuales de ILM, Cragi Hammack, comparó su trabajo al de Tomorrowland (2015), pero destacó el desafío adicional de no solo construir una ciudad futurista, sino también culturalmente apropiada. Explicó que la cultura africana tiene una "cierta cantidad de cualidades materiales terrosas que dificultan el diseño de una ciudad futurista," que típicamente usaría mucho acero y vidrio. ILM observó ejemplos reales que mezclan arquitectura moderna con ambientes naturales como One Central Park en Sídney y el The Pearl of Africa Hotel Kampala, pero también tuvo que "desviarse de un entendimiento estricto de la física y meterse en un mundo cinemático tramposo" a veces para producir el aspecto deseado. Hammack también se inspiró en la arquitectura de Uganda, donde pasó un tiempo mientras se filmaban tomas aéreas para la película. Se diseñaron y modelaron 60 000 edificios individuales para la ciudad, que según Hammack fue lo primero en lo que ILM comenzó a trabajar, así como también lo último que hicieron cuando la película estaba completa. Entre otras cosas en las que trabajó ILM durante la producción se encontraron extensiones de sets y reemplazos de pantalla azul para sets interiores, y los primeros rinocerontes mostrados en la película. Para las escenas de T'Challa en el plano ancestral, ILM reemplazó el set básico que se usó con un entorno completamente generado por computadora, incluyendo un árbol de acacia y panteras animadas. El cielo estaba basado en la aurora boreal, siendo esto diseñado primero para escenas nocturnas antes de replicarse para escenas diurnas, en las que los animadores tuvieron que esforzarse par que los efectos permanezcan visibles. ILM también agregó arena para las secuencias de entierro para que Boseman pudiese respirar durante la filmación, y flamas adicionales cuando Killmonger quema la hierba en forma de corazón.
Method Studios creó muchos de los entornos naturales de Wakanda. La compañía construyó un paisaje de 3600 kilómetros cuadrados que es visible en varias tomas aéreas en la película, basado en múltiples paisajes de todo África. Method también fue responsable de crear los trajes digitales de Black Panther y Killmonger, incluyendo el desarrollo del aspecto de la nanotecnología que usan. Crearon muchos de los personajes, vehículos y armas digitales de la película, siendo algunos de ellos los rinocerontes de la batalla final, una secuencia hecha en mayoría por Method. Ya que los rinocerontes no tenían que verse en pantalla con el diseñado por ILM, solo compartieron estructuras básicas, escala y detalles de los modelos entre ambas compañías. La mayoría del trabajo en la batalla final fue simulación de multitudes, con Method colaborando con los coordinadores de escenas de riesgo en sesiones de captura de movimiento para darle a cada luchador un estilo único. Además de aleatorizar el peso y la altura de cada luchador digital, los modelos tuvieron que incorporar elementos de diseño específicos de los vestuaristas. Method también trabajo en la mina de vibranio y el laboratorio de Shuri, incluyendo animar los artefactos vistos en este último.
Luma Pictures trabajó en la secuencia de persecución de autos de Busan, creando digitalmente los autos que aparecen en la escena basándose en modelos CAD y referencias en el set. Se crearon múltiples versiones digitales del mismo auto, para que la producción pudiera hacer chocar a los autos reales y hacer varias acrobacias con ellos, y Luma luego insertase las versiones digitales par aumentar dichos momentos. Luma también creó la fuerza sónica del cañón de Klaue, mientras que Scanline VFX trabajó en remover digitalmente el brazo izquierdo de Serkis para la secuencia del robo en el museo de Londres. Varias empresas trabajaron en los efectos arenosos del vibranio usados en la tecnología wakandiana, entre ellos ILM para el comienzo de la película. Perception hizo referencia a estos efectos arenosos al crear los principales créditos finales para la película, y también hizo trabajo adicional en el laboratorio de Shuri y los diseños de interfaz las pantallas en él.

## Música
Después de leer el guion, el compositor Ludwig Göransson decidió ir a África para investigar para la película. Pasó un mes en Senegal, primero en tour con el músico Baaba Maal, y luego trabajando por varias semanas con músicos locales para formar la "base" de su banda sonora. A Göransson le atrajeron en particular el tambor parlante, el tambin, o flauta fula, para usaren sus temas de personajes, junto con cuernos. Nate Moore comparó el trabajo que Göransson hizo definiendo el sonido de la película al uso de música por parte de James Gunn en las películas de Guardianes de la Galaxia, con el compositor sacando a Marvel de su nota de confort.
Kendrick Lamar produjo la banda sonora curada de la película, Black Panther: The Album, junto con el fundador de Top Dawg Entertainment Anthony Tiffith, luego de que Coogler quiso incluir canciones originales de Lamar, debido a que sus "temas artísticos se alinean con los que exploramos en la película". La banda sonora cuenta con canciones que se oyen en la película, así como canciones inspiradas en ella, con los otros artistas siendo la mayoría de los primeros nombres bajo Top Dawg Entertainment. Göransson colaboró con Lamar y la productora Sounwave en la banda sonora. Se lanzaron tres sencillos del álbum entre enero y febrero de 2018: "All the Stars", "King's Dead", y "Pray for Me". Black Panther: The Album fue lanzado el 9 de febrero de 2018, mientras que la banda sonora de Göransson fue lanzada el 16 de febrero. Una reproducción extendida titulada Black Panther: Wakanda Remixed, con remixes de cinco piezas de Göransson, fue lanzada el 16 de agosto de 2018. Göransson trabajó con varios otros artistas para crear dichos remixes.

## Marketing
Marvel mostró las primeras imágenes y arte conceptual de la película en un evento de la prensa en abril de 2017. Kyle Buchanan de Vulture elogió la cinematografía, el diseño de vestuario y producción, y el reparto negro, diciendo que "Black Panther no se parece a ninguna de las otras películas de Marvel [...] Si así se ve el futuro de las películas de superhéroes, cuenten conmigo." Las imágenes proyectadas marcaron la primera vez que Marvel mostraba los diarios en bruto, lo que según Feige hicieron para mostrar "el elenco de primera clase que hemos tenido" a pesar de que aún no hubiera comenzado el montaje. Se lanzó un póster antes del primer avance, que se estrenó durante el Partido 4 de las finales de la NBA de 2017. En Twitter, los fanes manifestaron que el póster estaba mal editado, y lo compararon con la imagen real de Huey Newton, cofundador del Partido Pantera Negra. El tráiler recibió una respuesta mucho más positiva, con Peter Sciretta de /Film encontrándolo inesperado y refrescante, Charles Pulliam-Moore, de io9, lo llamó "tan intenso como esperabas que fuera", y Andrew Husband de Uproxx sintiendo que este avance por sí solo superó a toda la campaña publicitaria de Spider-Man: Homecoming. Tuvo 89 millones de vistas en 24 horas, generando 349 000 menciones –solo en segundo lugar al primer avance de Star Wars: Episodio VIII - Los últimos Jedi (2017)– y "dominó las conversaciones en las redes sociales" por encima del Partido 4. Según comScore y su servicio PreAct, la película fue sujeto de la mayoría de conversaciones en redes sociales por el resto de la semana, y estuvo en el segundo puesto en la semana del 18 de junio, detrás de Homecoming.

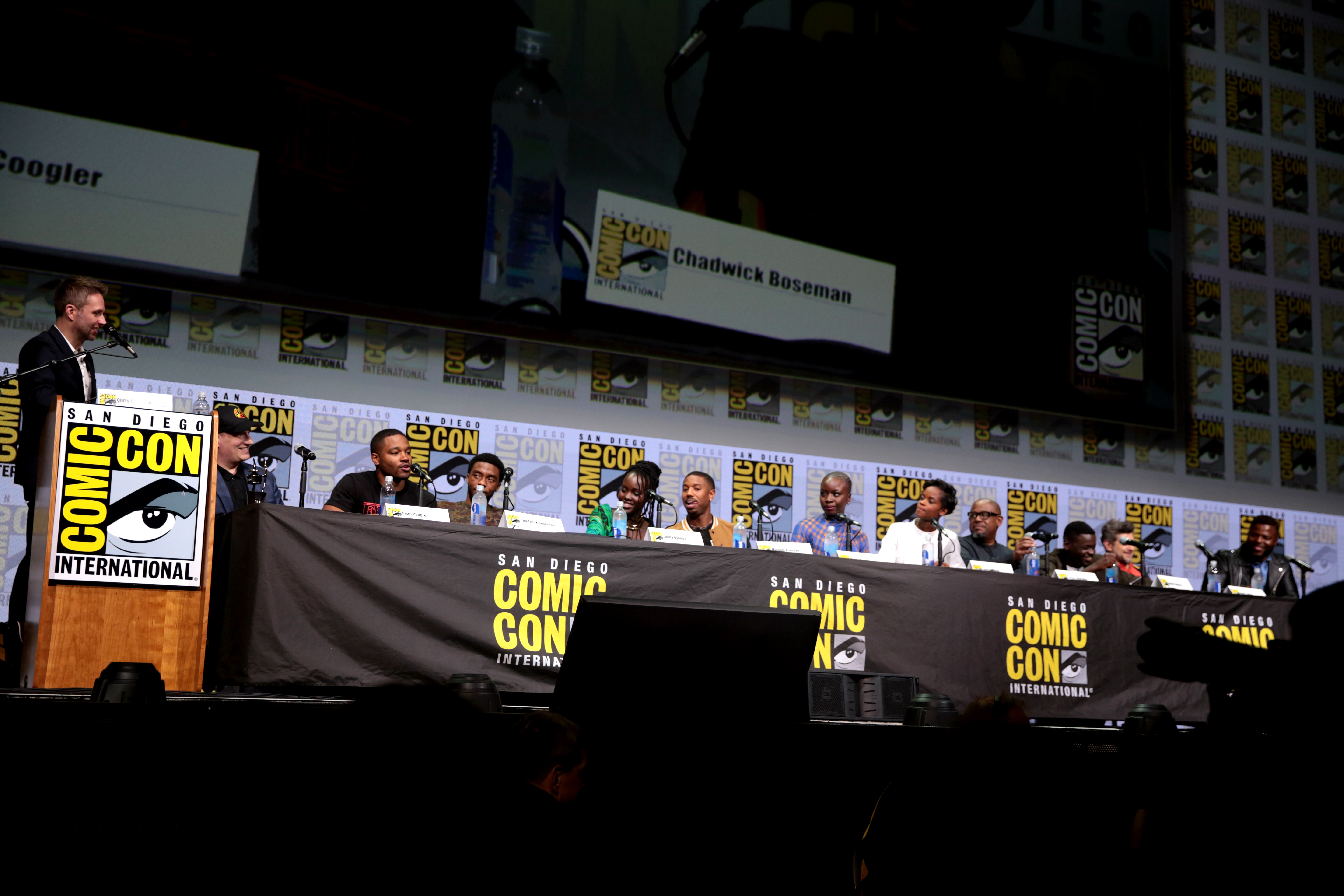
(I:D) El moderador Chris Hardwick, Feige, Coogler, y el reparto de Black Panther en la Comic-Con de San Diego de 2017

Los vestuarios de la película estuvieron en exhibición en la D23 Expo 2017 y la Comic-Con de San Diego de 2017, con Coogler, Boseman y otros miembros del reparto presentando imágenes exclusivas de la película en el evento posterior, ante una ovación de pie de la audiencia. En septiembre, Coogler, Gurira y Moore participaron en un panel en la Conferencia Legislativa Anual de la Congressional Black Caucus Foundation, donde también se mostraron imágenes exclusivas de la película con una respuesta positiva. El 16 de octubre de 2017, se lanzó un tráiler completo. Dave Trumbore de Collider lo elogió por mostrar un "sentido de estilo inconfundible" único del personaje, mientras que Brendan Day, de BamSmackPow, sintió que el tráiler "hace todo bien". Escribiendo para Rolling Stone, Tre Johnson sintió que el avance mostró a T'Challa como "alguien con la arrogancia de [John] Shaft, la calma de [Barack] Obama y la impetuosa impulsividad de Kanye West". Pocos días después, Marvel Comics publicó un cómic preludio centrado en una de las primeras misiones de T'Challa como Pantera Negra, transcurriendo alrededor de la época de Iron Man. El primer show del entretiempo del College Football Championship Game fue organizado por Disney para el juego del campeonato de 2018, con Kendrick Lamar cantando para promocionar Black Panther: The Album y el inicio de venta de entradas para la película.
Para el 12 de febrero, Black Panther era la película más tuiteada de 2018 con más de 5 millones de tuits globalmente, y a mediados de marzo se convirtió en la película más tuiteada de todas con 35 millones. Cuando se usa el hashtag #BlackPanther en Twitter, aparece un emoji personalizado. Durante la semana de la moda de Nueva York, las diseñadoras Cushnie et Ochs, Ikiré Jones, Tome, Sophie Theallet, Fear of God, Chromats y LaQuan Smith crearon piezas personalizadas que estaban inspiradas en la película para un evento titulado "Welcome to Wakanda: Fashion for the Black Panther Era". Marvel Studios formó una asociación con Lexus en la película, con el Lexus LC 2018 apareciendo en la misma. La asociación produjo una novela gráfica, Black Panther: Soul of a Machine, que fue lanzada en diciembre de 2017 de los escritores Fabian Nicieza, Geoffrey Thorne y Chuck Brown. un concepto de cupé de Lexus inspirado en el personaje, y un comercial del Super Bowl LII con Boseman y Wright, que tuvo 4,3 millones de vistas en las redes sociales después de transmitirse durante el evento, según RelishMix. Entre otros asociados de publicidad se encontró la fábrica de zapatos Clarks creando una variante de sus zapatos Originals' Trigenic Evo inspirada en la película; PepsiCo y Unilever lanzando un programa de arte para jóvenes en áreas urbanas con artistas establecidos como mentores; Brisk creando una instalación interactiva de Black Panther en el All-Star Game de la NBA 2018; Lancôme resaltando una línea de maquillaje que Nyong'o y Wright usaron en la premier de la película; y Synchrony Financial con Marvel premiando al programa Ghetto Film School Fellows con una subvención de $50 000, con Coogler hablándole a los estudiantes de la escuela.
En general, Black Panther tuvo el presupuesto publicitario más expansivo y la mayor línea de mercancía de cualquier película de Marvel que no fuera secuela. Deadline Hollywood estimó un presupuesto de $150 millones. Asad Ayaz, vicepresidente ejecutivo de marketing para películas de Marvel, dijo que la campaña era para "súper-servir" a las audiencias negras e igualmente intentar atraer a todos, con el objetivo de que la película "se sienta como un evento cultural". Disney y Marvel creó un "programa de sinergia" con los College Football Playoffs en ESPN, las series de ABC Black-ish, Grey's Anatomy, Scandal y How to Get Away with Murder, la serie de Freeform Grown-ish, y la franquicia de Bravo The Real Housewives. El marketing fuera de los Estados Unidos fue "bastante uniforme", aunque en el Medio Oriente el foco fue en Pantera Negra con el traje puesto, ya que las películas "siguen funcionando" allí según Gianluca Chakra de la distribuidora Front Row. Esto se repitió en territorios asiáticos. Hubo una exhibición de Wakanda en centros comerciales de siete ciudades chinas, junto con muestras de Pantera Negra con otros personajes del UCM. En un tráiler especialmente creado para China, Boseman explicaba la conexión del personaje a otras películas de Marvel. Weibo asistió a la premier de Los Ángeles para tomar fotos y videos con el reparto y equipo en tiempo real en China, marcando la primera vez que una compañía se asocia con un estudio extranjero para este tipo de compromiso.

## Estreno
Black Panther tuvo su premier mundial en el Dolby Theatre en Los Ángeles el 29 de enero de 2018. El estreno tuvo una alfombra violeta flanqueada por mujeres vestidas como la Dora Milaje, mientras que Coogler, los miembros del reparto y otros invitados usaron ropa africana al pedido de Marvel de que los que asistieran usasen "atuendos de la realeza", honrando el escenario africano de la película. Previo a la proyección de la premier, Coogler recibió una extensa ovación de pie antes de anunciar al elenco de la película. Black Panther se estrenó en el Reino Unido, Hong Kong y Taiwán el 13 de febrero, en Corea del Sur el 14 de febrero, y en los Estados Unidos el 16 de febrero. En este último, la película se proyectó en 4020 salas de cine, siendo más de 3200 de ellas en 3D, 404 en IMAX, más de 660 en gran formato prémium, y más de 200 ubicaciones D-Box. Además, Black Panther fue la primera película del UCM en ser convertida a ScreenX, un formato envolvente de 270 grados, que se proyectó en más de 101 ubicaciones en ocho países. La película se estrenó en la mayoría de los mercados en su primer fin de semana de estreno, incluyendo un "estreno transnacional" en África, marcando la primera vez para una película de Disney. Black Panther originalmente iba a estrenarse el 3 de noviembre de 2017, antes de moverse al 6 de julio de 2018 para acomodar a Spider-Man: Homecoming (2017). Luego fue trasladada a la fecha definitiva de febrero para acomodar a Ant-Man and the Wasp (2018).
Black Panther tuvo su estreno en Riad, Arabia Saudita el 18 de abril de 2018, marcando la primera proyección pública de una película desde que los cines fueron prohibidos en el reino a principios de la década de 1980, después de que se introdujeron estándares religiosos ultraconservadores en 1979. La prohibición fue levantada en diciembre de 2017 por el príncipe heredero Mohamed bin Salmán. La película se proyectó en una sala de 620 asientos de cuero construida recientemente, propiedad de AMC Theatres, en el distrito financiero Rey Abdalá de Riad, con la intención original de ser una sala sinfónica. La distribuidora regional de Disney, Italia Film, reveló que se habían quitado 40 segundos de la película, en línea con los cortes hechos a la película en la región. Awwad Alawwad, Ministro de Cultura e Información de Arabia Saudita, y Adam Aron, director ejecutivo de AMC Entertainment, asistieron a la premier junto con otros diplomáticos y expertos de la industria; nadie del reparto o equipo de producción estuvo presente. Hombres y mujeres se sentaron juntos en la sala, después de que el gobierno saudí sosegó el cumplimiento de las leyes que prohíben la interacción entre hombres y mujeres no relacionados. Black Panther se proyectó allí por cinco días antes de que Avengers: Infinity War se estrenase el 26 de abril.
Black Panther regresó a 250 AMC Theatres en los Estados Unidos del 1 al 7 de febrero de 2019, gratis, con dos funciones de la película en cada cine en la semana. El retorno semanal fue en honor del inicio del Mes de la Historia Afroestadounidense, el galardón de dos Premios del Sindicato de Actores y la nominación al Premio Óscar a Mejor película. Disney también dio una subvención de $1,5 millones al United Negro College Fund.

### Formato casero
Black Panther fue lanzada en descarga digital por Walt Disney Studios Home Entertainment el 8 de mayo de 2018, y en Ultra HD Blu-ray, Blu-ray y DVD el 15 de mayo. Los estrenos digital y en Blu-ray incluyeron varias características especiales: videos detrás de escena, comentario de audio, escenas eliminadas, bloopers, un vistazo exclusivo de Ant-Man and the Wasp y un video de los primeros diez años del UCM.
Los lanzamientos Blu-ray y DVD de la película han vendido 4,3 millones de unidades y recaudado $90 millones en los Estados Unidos, convirtiéndola en la película más vendida de 2018.

## Recepción

### Taquilla
Black Panther recaudó $700,1 millones en los Estados Unidos y Canadá, y $646,9 millones en otros territorios, para un total global de $1347 millones. Durante su temporada en cines, se convirtió en la película de superhéroes individual más taquillera, la tercera más recaudadora del UCM y película de superhéroes en general, la novena película con mayor recaudación de la historia, y la película con un director negro más recaudadora. Es la quinta película del UCM y la 33° en general en superar los $1000 millones, y la segunda película más taquillera de 2018. Deadline Hollywood estimó que la ganancia neta de la película sería de $467,8 millones, contando presupuestos de producción, publicidad, participación de talentos y otros costos, con recaudaciones de taquilla e ingresos accesorios de venta casera, colocándola segunda en su lista de "superproducciones más valiosas" de 2016.

#### Preventa de entradas
La película fue la cuarta en preventa de entradas en Fandango, y tuvo la mayor preventa para una película de superhéroes, para una película estrenada en febrero, y para una película estrenada en el primer trimestre del año. Las primeras 24 horas de preventa de entradas en el sitio fueron las mejores para una película de Marvel. Black Panther también tuvo el mayor número de entradas prevendidas para una película de superhéroes en Alamo Drafthouse Cinema, superó a todas las anteriores películas de Marvel en AMC Theatres, y tuvo una fuerte preventa en Atom Ticket. Cuatro días antes de su estreno en Estados Unidos, el director ejecutivo de IMAX Entertainment Greg Foster reveló que Black Panther tuvo la mayor venta anticipada de entradas IMAX de todas las películas de Marvel, la cual aparentemente no había alcanzada su máximo diez días antes de estrenarse como con la mayoría de películas; Black Panther, dijo, "parece que alcanzará su máximo el día que se estrene". La preventa de Fandango finalmente representó un 30% de la recaudación del primer fin de semana en Estados Unidos y Canadá, una de las cuotas de taquilla más altas de cualquier película en la historia de la compañía.

#### Estados Unidos y Canadá
Las primeras estimaciones para el primer fin de semana de Black Panther oscilaban en los $80–170 millones, con estudios rivales estimando al total tan alto como $180–200 millones; Disney estimó la recaudación alrededor de $150 millones. Finalmente ganó $75,8 millones en su día de estreno (incluyendo $25,2 millones del preestreno el jueves por la noche), y $242,1 millones a lo largo del fin de semana de cuatro días por el Día de los Presidentes. Este fue el mejor estreno de dicho fin de semana largo, y el mejor fin de semana de estreno para un director y un elenco principalmente negros. Para AMC Theaters, Black Panther se convirtió en la película con mayor recaudación en 33 ubicaciones, y tuvo el mejor fin de semana de estreno en 150 de ellas. En general, este fue el segundo fin de semana de estreno más grande para la cadena, con 4,4 millones de admisiones. Atom Tickets vendió más entradas para Black Panther que para cualquier otra película de superhéroes. Anthony D'Alessandro de Deadline Hollywood describió al éxito como "récords de taquilla de verano durante el segundo mes del año", durante el cual es invierno en Norteamérica.
También tuvo una fuerte semana luego de su estreno, con un ganancias en martes y jueves que rompieron récords. volviéndose la película del UCM con la mayor recaudación de primera semana. También pasó los $300 millones en ocho días, siendo la película del UCM en hacerlo más rápido. En su segunda semana, Black Panther ganó $112 millones, decreciendo en un 45 por ciento de su primera semana, el menor declive en una segunda semana para una película del UCM. Está en segundo puesto de los mejores segundos fines de semana, y en el primer puesto entre películas del UCM, superando a The Avengers ($103 millones). También se convirtió en la película más recaudadora estrenada en febrero, superando a La Pasión de Cristo (2004, $370,3 millones).
Black Panther fue la primera película en seguir en el primer puesto en la taquilla por al menos cinco fines de semana desde Avatar (2009), y el primer estreno de febrero en lograr lo mismo desde Wayne's World en 1992. La película decayó en los fines de semana siguientes, pero permaneció entre los diez mejores hasta el décimo. En su undécimo fin de semana, la película volvió a subir en taquilla, en parte debido al estreno de Avengers: Infinity War al mismo tiempo, y el fin de semana siguiente ganó $3,14 millones en 1600 ubicaciones. D'Alessandro notó que la recaudación de ese número de lugares indicaba que la gente continuaba yendo a ver Black Panther junto con Infinity War. Black Panther volvió a estar entre las diez primeras en su decimotercer fin de semana.
En su 25° fin de semana, Disney aumentó la cantidad de cines de 10 a 25 para ayudar a la película a convertirse en la tercera en superar los $700 millones. Brian Gallagher de IGN sintió que el hecho de que la película cruzara dicha meta fue más impresionante que la recaudación global de $2045 millones de Infinity War. Gallagher señaló que Black Panther fue más consistente cada semana, sin ningún fin de semana con más de un 50% de declive hasta la 15° figura mientras que Infinity War decreció en un 55% en su segundo fin de semana, su estreno en febrero sin competencia importante de otras películas, y el hecho de que era "un grito de guerra por la diversidad y la representación". Black Panther es la película con mayor recaudación de 2018 y se convirtió en la tercera película más recaudadora de todas, así como la película de superhéroes con mayor recaudación. Su total en IMAX de $36 millones es el más alto de cualquier película del UCM.

#### Otros territorios
Fuera de los Estados Unidos y Canadá, la película se estrenó en 48 territorios en su primer fin de semana y ganó $184 millones, estando en el primer puesto en la mayoría de los territorios (aunque segundo en algunos donde a Cincuenta sombras liberadas le fue mejor, como Alemania e Italia). Se convirtió en el estreno más recaudador de febrero en varios países, entre ellos el mercado africano y el Medio Oriente, y ocupando los lugares más altos a lo largo de Latinoamérica. IMAX dio cuenta de $11,5 millones de la recaudación del primer fin de semana, de 272 pantallas, lo que incluyó récords para el formato en Nigeria, Kenia e Indonesia. En su segundo fin de semana, en 55 territorios, la película ganó $83,5 millones y permaneció en el primer puesto en la mayoría, incluyendo en Latinoamérica, y llegó a la cima en Alemania. La región de África occidental vio un 7% de aumento, que resultó en el mayor fin de semana de tres días allá. Trinidad tuvo el mayor fin de semana de estreno de la historia ($700 000) y el estreno en IMAX en Rusia ($1,7 millones) fue un récord de febrero para ese país.
En su tercer fin de semana, la película permaneció en el primer puesto en varios de sus 56 territorios, incluyendo toda la región latinoamericana, mientras que al estrenarse en Japón fue la película occidental más recaudadora en el fin de semana, y la segunda en general. En su cuarto fin de semana, Black Panther se estrenó en China ($66,5 millones), ocupando el cuarto puesto en el país para una película de superhéroes. Esto incluyó el mayor día y fin de semana de estreno ($7,3 millones) de marzo para IMAX en China. La película también permaneció en primer lugar en el Reino Unida y la región de Latinoamérica (excepto por Argentina) por el cuarto fin de semana seguido, así como ocupó el primer puesto en Sudáfrica, Australia y Nueva Zelanda. Black Panther ocupó dicho lugar en Sudáfrica por siete semanas, donde se convirtió en la película con mayor recaudación de la historia. También se convirtió en la película más recaudadora en África oriental y occidental, y en la región de África meridional. y la más recaudadora del género de superhéroes en los Países Bajos. Los mercados más grandes de la película fueron China ($105 millones), el Reino Unido ($70,6 millones) y Corea del Sur ($42,8 millones). Se convirtió en la quinta película del UCM con mayor recaudación en otros territorios.

### Crítica
El recopilador de críticas Rotten Tomatoes informó un porcentaje de aprobación del 96% basado en 452 reseñas, con un puntaje promedio de 8,3/10. El consenso crítico del sitio dice, "Black Panther eleva el cine de superhéroes a nuevas alturas, narrando una de las historias más cautivadoras del MCU; e introduciendo a algunos de sus personajes más completos." Al 18 de febrero de 2018, fue la película de superhéroes con mejores reseñas del sitio, superando a The Dark Knight (2008) y Iron Man (ambas con 94%). Metacritic, que usa una media ponderada, le asignó una puntuación de 88 de 100, basada en 55 críticos, indicando "aclamación universal". Las audiencias encuestadas por CinemaScore le dieron a la película una nota promedio de "A+" en una escala entre A+ y F, siendo la segunda película de superhéroes en recibir dicha nota después de The Avengers de Marvel. Las audiencias encuestadas por el servicio PostTrak, de comScore, le dieron a la película un puntaje positivo de 92% y una "recomendación definitiva" de 88%, con un tercio de las personas con planes de verla nuevamente. RelishMix informó que el uso de hashtags de Twitter de #BlackPanther y el etiquetado de la cuenta de Twitter de la película de aquellos que salían del cine fue la más lata para un fin de semana de estreno, con 559 000 posts únicos en un día (el promedio para una película es 100 000). Muchos críticos pusieron a Black Panther en sus listas de las diez mejores películas de 2018.
Todd McCarthy de The Hollywood Reporter destacó a los actores en la película, sintiendo que Boseman "ciertamente es fuerte por sí solo, pero hay bastantes actores de reparto carismáticos", incluyendo a Jordan, Nyong'o y Wright. Peter Debruge en Variety dijo que la película fue una de las mejores películas individuales de Marvel hasta ahora, y que "celebra el patrimonio de su héroe". Escribiendo para The New York Times, Manohla Dargis llamó a Black Panther "una película chocante", y la elogió como un "emblema de un pasado que fue negado y un futuro que se siente muy presente" debido a su foco en imaginación, creación y liberación negra. En Los Angeles Times, Kenneth Turan elogió los temas de la película y su exploración de lo que los países poderosos le deben a los pobres y oprimidos, y notó que la película "extrae energía del sentido de emoción de Coogler a todo lo que está intentando", diciendo que valía verla dos veces, lo que sintió extraño para una película de superhéroes moderna. Richard Roeper, escribiendo para Chicago Sun-Times, llamó a la película "una de las mejores películas de superhéroes del siglo" y dijo que la audiencia debería verla si aprecia "narración finamente pulida con un núcleo shakesperiano; logrando actuaciones de un ensamble inmensamente talentoso; premisas provocativas que tocan el aislacionismo, la revolución y las culturas de opresión, y sí, montones de sensacionales escenas de acción y buenos chistes". Brian Truitt de USA Today le dio a la película cuatro estrellas de cuatro, y la llamó la mejor película de origen de Marvel Studios desde Guardianes de la Galaxia. Truitt también elogió al "magnífico reparto" y afirmó, "Además de que los temas son profundos, Black Panther es al mismo tiempo un placer a la vista, con confiada peculiaridad, alocados efectos especiales y escenas de acción, y la gloriosa revelación de Wakanda".
También dándole cuatro estrellas, Peter Travers de Rolling Stone dijo que es diferente a cualquier otra película de Marvel, "un emocionante triunfo en todos los niveles, desde guion, dirección, actuación, diseño de producción, vestuario, música y efectos especiales hasta lo que quieras". Natasha Alford de The Grio llamó a la película un "movimiento, una revolución en progreso, y una placentera experiencia todo en uno", además de "una clase maestra de lo que significa estar orgulloso de quién eres". Jamie Broadnax de BlackGirlNerds llamó a la película una obra maestra que es "afrofuturista y negra como ninguna. Es todo lo que siempre deseé en una versión de acción real de este popular superhéroe y mucho más." Jamelle Bouie de Slate dijo, "es justo decir que Black Panther es la película más política jamás producida por Marvel Studios, tanto en su misma existencia [...] como en las preguntas que plantea." Añadió que la película debería incluirse con Superman: The Movie (1978), Spider-Man 2 (2004), y The Dark Knight como películas de superhéroes que no "trascienden el género tanto como lo aprovechan en todos sus aspectos". Bouie concluyó, "Black Panther podría haber sido simplemente otro producto de Marvel [pero] Coogler y compañía tenían el poder, y quizás la responsabilidad, de hacer mucho más. Y lo hicieron." Aunque elogió a la película en sí y la llamó una "refrescante respuesta al mundo cada vez más estancado del cine de superhéroes", Devindra Hardawar en Engadget criticó los gráficos por computadora, notablemente los actores digitales empleados, catalogándolos de "sin peso, feos y, peor aún, una gran distracción". Hardawar pensó que dos tomas generadas por computadoras "en particular decepcionantes" fueron cuando T'Challa salta sobre un auto durante la persecución de autos de Corea, y cuando T'Challa y Killmonger se golpean mientras caen dentro de las minas de vibranio.

### Análisis

#### Relevancia cultural
| Muchos se han preguntado por qué Black Panther es tan significativa para la comunidad negra y por qué las escuelas, iglesias y organizaciones han venido a los cines con tanta emoción. La respuesta es que la película trae consigo un momento de positividad para un grupo de personas que normalmente no siempre es el centro de películas de Hollywood Además, lo que sabemos de estudios sobre socialización racial y étnica es que ayuda a fortalecer la identidad y ayuda a reducir la probabilidad de internalizar estereotipos negativos sobre el grupo étnico propio. —Erlanger Turner, asistente profesor de Psicología en la Universidad de Houston-Downtown |

Escribiendo para Time, Jamil Smith sintió que Black Panther le demostraría a Hollywood que las películas afroamericanas pueden generar ganancias de "todas las audiencias", y la describió como una resistencia a "un momento cultural y político regresivo, impulsado en parte por el movimiento nativista blanco [...] Sus temas desafían el sesgo institucional, sus personajes tiran indirectas poco sutiles hacia opresores, y su narrativa incluye perspectivas prismáticas sobre la vida y tradición negras." Discutiendo la película como un momento definitorio para los estadounidenses negros en The New York Times Magazine, Carvell Wallace dijo que en contraste a anteriores películas de superhéroes negros, Black Panther "está en específico y a propósito impregnada de negrura". Sintió que Wakanda se volvería una "tierra prometida" para futuras generaciones de estadounidenses negros, "no aquejada por los horrores criminales de nuestra existencia estadounidense [actual]." El historiador Nathan D. B. Connolly dijo que Black Panther era "una poderosa analogía ficticia de conflictos reales" que aborda "500 años de historia de descendientes de africanos imaginando libertad, tierra y autonomía nacional." Connolly también sintió que, culturalmente, la película sería la equivalente de A Raisin in the Sun (1961) para esta generación. El escritor y activista Shaun King opinó que la película fue un momento cultural en la historia negra estadounidense, similar al boicot de autobuses de Montgomery de Rosa Parks, el discurso "Yo tengo un sueño" de Martin Luther King Jr., o la elección presidencial de Barack Obama.
En contraste, James Wilt, en una nota para Canadian Dimension, afirmó que "en su núcleo, Black Panther contiene un entendimiento fundamentalmente reaccionario de la liberación negra que descaradamente aboga por la respetabilidad política por sobre la revolución", permitiendo que "los blancos como yo nos sintamos extremadamente cómodos viéndola". Wilt encontró a la escena en la que Ross aparece como "el héroe" por derribar las naves wakandianas como la manera que tuvo la película de respaldar el vencimiento de la resistencia armada contra la opresión. Wilt también sintió que Killmonger posee los "rasgos más horribles imaginables [convirtiendo] al único personaje principal afroamericano y agitador revolucionario [en] un maníaco asesino consumido por ira y violencia". Russell Rickford, de Africa is a Country, acordó con la evaluación de Wilt sobre Killmonger, cuyo papel como personaje es "desacreditar al internacionalismo radical". Faisal Kutty de Middle East Eye sintió que la película tenía temas islamófobos subyacentes, siendo los únicos personajes islámicos un grupo con base en Boko Haram que secuestró a varias chicas y las forzó a usar un hiyab.
El Director de Intercambio de Ciencia y Entretenimiento de la Academia Nacional de Ciencias de Estados Unidos Richard Loverd sintió que la película aumentaría el interés de los jóvenes negros estadounidenses por la ciencia, la tecnología y África, similar a como las películas de Los juegos del hambre y Brave (2012) dispararon el interés de las niñas por el tiro con arco. Broadnax sintió que mucha gente de color que generalmente no ve películas de cómics iría a Black Panther, ya que "van a verse a sí mismos reflejados de un modo que nunca antes pudieron ver", en especial porque la película no mostró la difícil situación usualmente mostrada en películas sobre la experiencia negra. Ella añadió que las personajes femeninas fuertes, como Shuri, serían inspiradoras para las niñas. Gil Robertson, cofundador y presidente de la Asociación de Críticos de Cine Afroamericanos, llamó a la película "críticamente importante" y "una gran oportunidad para otros proyectos centrados en gente negra". La experta en desarrollo infantil Deborah Gilboa opinó que la película tendría un impacto enorme en el espíritu de los niños ofreciendo modelos a seguir positivos. La académica Marlene D. Allen sintió que el dicho "visualizar es materializar" aplicaba a la película, en especial con los personajes femeninos en la misma. Allen afirmó que las mujeres de Wakanda "son la definición misma de 'Black Girl Magic', un término acuñado por CaShawn Thompson en 2013 'para celebrar la belleza, el poder y la resistencia de las mujeres negras.'" Tre Johnson de Rolling Stone dijo que "después de décadas de intentar definir al superhéroe negro moderno, quizás finalmente obtengamos lo que hemos pedido", agregando que Black Panther se sintió diferente a las películas de blaxploitation de la década de 1970 y los intentos de películas de superhéroes negros similares a dicho género en las décadas de 1990 y 2000 ya que es "respetable, imaginativa y poderosa", marcando "una nueva dirección" para la representación de superhéroes negros. En el fin de semana de estreno de la película, 37% de las audiencias en los Estados Unidos fue afroamericana, según PostTrak, en contraste a un 35% caucásico, 18% hispano y 5% asiático. Esta fue la audiencia más diversa en el cine de superhéroes, para el cual los afroamericanos suelen formar un 15% de la audiencia. En su segundo fin de semana, la demográfica fue 37% caucásico, 33% afroamericano, 18% hispano y 7% asiático.
A principios de enero de 2018, Frederick Joseph creó una campaña de GoFundMe con el objetivo de recaudar dinero para niños de color en el Boys & Girls Club de Harlem para ver Black Panther. Dijo que la película era una rara oportunidad para que los niños de color desatendidos vieran un importante personaje negro de cómic llevado a la pantalla. Joseph promocionó la campaña con Boseman en The Ellen DeGeneres Show. La campaña finalmente recaudó más de $45 000, superando su meta. Él planeaba donar el dinero de sobra de la campaña a otros programas para niños en Harlem, e inició el "Desafío Black Panther" donde alentaba a otros a crear campañas similares para sus comunidades. GoFundMe creó una página centralizada para cualquiera que desee crear una campaña para el desafío. Más de 400 campañas adicionales se iniciaron en todo el mundo, y la campaña en general se convirtió en la más grande de GoFundMe en la historia para un evento de entretenimiento, recaudando más de $400 000. Muchas celebridades ofrecieron su apoyo y contribuciones a las campañas. entre ellas Ellen DeGeneres, Snoop Dogg, Chelsea Clinton, J. J. Abrams, Octavia Spencer, y la actriz británica Jade Anouka.
En junio de 2018, el Museo Nacional de Arte y Cultura Afroamericana del Instituto Smithsoniano anunció que había adquirido varios artículos de la película para su colección, incluyendo el traje de Pantera Negra de Boseman y un guion técnico de la película firmado por Coogler, Feige, Moore y Cole. El museo dijo que la colección provee una "historia más completa de la cultura e identidad negras" mostrando la progresión de los estadounidenses negros en el cine, "una industria que [antes] los relegaba a figuras chatas, unidimensionales y marginadas." En conjunto con el Programa de Tutoría de Mujeres en Entretenimiento de The Hollywood Reporter, que es llevado a cabo en asociación con Big Brothers Big Sisters de Gran Los Ángeles, Walt Disney Studios creó "La Beca Black Panther", con un valor de US$250 000 para la Universidad Loyola Marymount. Boseman, Nyong'o y Gurira presentaron la beca a su primer beneficiario en el evento de The Hollywood Reporter Mujeres en Entretenimiento a principios de diciembre de 2018.

#### Representación africana y afroamericana
Dwayne Wong (Omowale) en HuffPost vio que la película y su cómic de origen abordaba "cuestiones políticas series sobre la relación entre África y Occidente que raramente recibe la atención seria que merece", con wakandianos representados como sospechosos hacia los forasteros. Concluyó que aunque el país es ficticio, la política "es muy real. El fin del colonialismo no terminó con la manipulación occidental de la política de África". Carlos Rosario González de BamSmackPow dijo que la lucha entre T'Challa y Killmonger representa el choque de "lo que significa ser africano" y "lo que África significa para las afro-minorías en la actualidad". En este panorama, Wakanda representa a África sin colonialismo occidental, y Killmonger nos muestra que "a veces no podemos evitar convertirnos en lo que buscamos destruir," concluyendo que Killmonger quiere usar los recursos de Wakanda para convertirse en colonizador del Occidente mientras que "las formas conservadoras de Wakanda crearon el mismo problema que buscó destruirlos, Erik Killmonger". Jelani Cobb, en una nota para The New Yorker, discutió la división entre africanos y afroamericanos, a la que llamó una "disonancia fundamental". Él sintió que T'Challa y Killmonger representaban "respuestas opuestas a cinco siglos de explotación africana a manos del Occidente. El villano, hasta donde aplica el término, es la historia misma". Cobb añadió que Black Panther es política, en contraste a otras películas del UCM anteriores, ya que en ellas "al menos quedaba claro dónde las líneas de la fantasía se alejaban de la realidad [donde transcurre la película] en una nación inventada en África, un continente que ha lidiado con versiones inventadas de sí mismo desde que el hombre blanco lo denominó el 'continente oscuro' y emprendió a saquear a su gente y recursos." Escribiendo para The Atlantic, Adam Serwer argumentó contra la afirmación de que Erik Killmonger era una representación de la liberación negra, postulando en su lugar que representaba al imperialismo. Sintió que esto se enfatizaba en sus acciones, ya que entre sus intentos de apoderarse de varias de las ciudades importantes del mundo se encuentra Hong Kong. Dado que China no es una hegemonía blanca occidental a derrocar, el deseo de Killmonger de conquistar China era puramente por el poder mismo. Finalmente, argumenta que "Black Panther no da un veredicto de que la violencia es una herramienta inaceptable para la liberación negra; al contrario, así es precisamente como Wakanda se libera. Da un veredicto sobre el imperialismo como una herramienta de liberación negra, para decir que las herramientas del amo no pueden desmantelar la casa del amo."
Patrick Gathara, en The Washington Post, dijo que la película ofrece una "visión retrógrada y neocolonial de África", que –en vez de una "redentora contra-mitología"– ofrece "los mismos mitos destructivos". Gathara destacó que la África que aparece, básicamente una creación europea, como dividida y en tribus, con Wakanda gobernada por una élite acaudalada y feudal que a pesar de sus avanzadas capacidades técnicas no tiene un medio de sucesión mejor que el combate a muerte. Los wakandianos "aún claramente encajan en el molde occidental [de] gente oscura en un continente oscuro" según Gathara, y "siguen siendo tan notablemente primitivos que un estadounidense 'de regreso' puede básicamente pasearse y tomar el control [... La película] no debería confundirse con un intento de liberar África de Europa. Todo lo contrario. Su 'redentora contra-mitología' atrinchera a las convenciones que se han usado para deshumanizar a los africanos por siglos." Christopher Lebron, en una nota para Boston Review, calificó a la película de "racista" porque retrata a los americanos negros que fueron dejados en la pobreza y la opresión, ejemplificados por Killmonger, como aún "relegados al peldaño más bajo de mirada política", tratados como menos dignos de empatía y menos capaces de tener actos heroicos, incluso que el espía blanco Ross. Lebron sintió que T'Challa podría haberse mostrado como una buena persona entendiendo cómo el racismo estadounidense y la "crueldad" de T'Chaka afectaron a Killmonger, y podría haber acordado que la justicia a veces requiere violencia como un último recurso contra la opresión. Resumió comentando que "En 2018, un mundo que alberga tanto el Movimiento por las Vidas Negras" como un presidente [Donald Trump] que identifica a los supremacistas blancos como buena gente, recibimos una película sobre el empoderamiento negro donde los únicos negros redimidos son la nobleza africana [que] protegen la virtud y la bondad contra la amenaza no de estadounidenses o europeos blancos, sino de un estadounidense negro.

### Premios y nominaciones
Black Panther fue nominada a siete Premios Óscar incluido Mejor película (tres ganados), un American Music Award (ganado), nueve Premios BET (dos ganados), un Billboard Music Award, un Premio BAFTA (ganado), doce Premios de la Crítica Cinematográfica (tres ganados), tres Globos de Oro, ocho Grammys (dos ganados), siete MTV Movie & TV Awards (cuatro ganados), un MTV Video Music Award (ganado), dieciséis NAACP Image Awards (diez ganados), cinco People's Choice Awards (dos ganados), catorce Premios Saturn (cinco ganados), dos Premios del Sindicato de Actores (ambos ganados), y once Teen Choice Awards (tres ganados), entre otros. Sus nominaciones al Óscar a la mejor película y el Globo de Oro a la mejor película dramática marcaron la primera vez para el género de superhéroes, mientras que los Óscar ganados fueron los primers para Marvel Studios y una película del UCM. Black Panther fue nombrada una de las diez mejores películas de 2018 por el National Board of Review así como también por el American Film Institute. La película fue la mayor búsqueda de entretenimiento en Google de 2018, y la sexta en general.

#### Campaña de los Óscar
Para fines de agosto de 2018, Disney contrató a la estratega de campañas de los Premios Óscar Cynthia Swartz para crear una campaña de nominación de la película para los 91.os Premios Óscar, diciéndose que Feige y Marvel Studios le dieron a la película "un presupuesto significativo para la temporada de premios, un compromiso que Marvel nunca había hecho." La campaña se enfocó en resaltar "los logros creativos de la película y el impacto global que tuvo" esperando recibir una nominación a Mejor película; la estrategia no se vio alterada con el anuncio del nuevo premio a Mejor película popular, que parecía estar "diseñado para premiar a superproducciones como Black Panther" en el caso de que no recibieran una nominación a mejor película. El premio a Mejor película popular finalmente no se implementó para los 91.os Premios Óscar, para que la Academia de Artes y Ciencias Cinematográficas "examine y busque más información sobre" ello. Glenn Whipp de Los Angeles Times sintió que la base de la campaña a mejor película de Black Panther era "comunicar a los votantes de los Óscar que esta es una película de superhéroe de autor, con un profundo significado tanto para su director como para la gente históricamente subrepresentada en películas de Hollywood." Otro consultor de campañas de Óscar sintió que recordarles a los votantes del Óscar que esta "no fue solo una película, fue un fenómeno" ayudaría que obtuviera una nominación. Otro dijo que los votantes "quieren premiar a películas buenas y también a las que digan algo importante y hagan ver bien a la industria. Black Panther marca ambas casillas." Los consultores también opinaron que si la película podía obtener múltiples nominaciones en las categorías técnicas, aumentaría sus posibilidades para una nominación a mejor película; Whipp creyó que Morrison, Beachler, Carter, Friend y Harlow, y Lamar tenían la posibilidad de ser nominados a Mejor fotografía, Mejor diseño de producción, Mejor diseño de vestuario, Mejor maquillaje y peluquería, y Mejor canción original, respectivamente. Pocas semanas después, Disney reveló su lista For Your Consideration, con consideración en todas sus categorías de mérito, excepto por Mejor actriz y las categorías a las que no aplicaba, como animación, cortos y documentales.
Black Panther fue nominada a siete Premios Óscar, incluyendo Mejor película, Mejor diseño de vestuario, Mejor diseño de producción, Mejor banda sonora original, mejor canción original (por "All the Stars"), Mejor edición de sonido, y Mejor mezcla de sonido. La película fue la primera del género de superhéroes en ser nominada a Mejor película, mientras que la nominación de Beachler a Mejor diseño de producción fue el primero para un afroamericano. Feige llamó a la nominación a mejor película "gratificante" y "la mayor forma de reconocimiento de nuestros pares". Sobre su nominación, Beachler dijo que sintió "una cierta responsabilidad. Significa derribar muros [...] para que jóvenes mujeres de color y niños y niñas de color vean que no es imposible."

## Secuela
Con el estreno de Black Panther, Feige dijo que "hay muchas, muchas historias que contar" sobre el personaje, y que quería que Coogler regresara para cualquier secuela posible. Coogler añadió que quería ver cómo T'Challa crecería como rey en películas futuras, ya que su reino solo comenzó recientemente en el UCM, mientras que en los cómics ha sido rey desde la infancia. En marzo de 2018, Feige agregó que no había "nada específico que revelar" en cuanto a una secuela, pero que "absolutamente" había "ideas y una dirección bastante sólida de a dónde queremos dirigirnos con la segunda". Para octubre de 2018, Coogler había completado un acuerdo para escribir y dirigir una secuela de Black Panther. Esto queda totalmente en duda tras el fallecimiento de Chadwick Boseman, actor principal de la película, en agosto de 2020 Wright repetirá su papel como Shuri en la película.